# Red Liberation
「Red Liberation」（レッド・リベレーション）は、2023年10月11日にNBCユニバーサルから発売された日本の音楽ユニットであるfripSideの楽曲で、第3期2作目であり通算22作目のシングル。

## 概要
前作「dawn of infinity」から約1年5ヶ月ぶりとなるシングルであり、同年11月8日に発売される第3期2作目のオリジナル・アルバム『infinite Resonance 2』からの先行シングルとなっている。
初回限定盤（CD+Blu-ray）、通常盤（CD）、あにばーさる限定販売（CD+Blu-ray・ストラップ&フォンタブセット付属）による3形態で発売された。CDの内容は各種共通であるが、初回限定盤に付属されているBlu-rayには表題曲のMVのみが収録されており、あにばーさる限定販売に付属されているBlu-rayには、MVとメイキング映像が収録されている。

## 収録内容
| 全作曲: 八木沼悟志、全編曲: 八木沼悟志・齋藤真也。 |                                      |               |            |      |
| #                                                  | タイトル                             | 作詞          | 作曲・編曲 | 時間 |
| 1.                                                 | 「Red Liberation」                   | 八木沼悟志    | 八木沼悟志 | 4:06 |
| 2.                                                 | 「more than you know」               | Shin Kurokawa | 八木沼悟志 | 4:57 |
| 3.                                                 | 「Red Liberation」(instrumental)     |               | 八木沼悟志 | 4:04 |
| 4.                                                 | 「more than you know」(instrumental) |               | 八木沼悟志 | 4:57 |
| 合計時間:                                          | 合計時間:                            | 合計時間:     | 18:04      |      |

楽曲解説
- Red Liberation

テレビアニメ『ひきこまり吸血姫の悶々』オープニングテーマ。
MVは、2013年まで静岡県に植物園として存在し、現在は撮影スタジオとして利用されている施設、らんの里堂ヶ島で撮影されている。
2024年8月9日（深夜放送なので厳密には8月10日）放送分のフジテレビ系バラエティ番組『オールナイトフジコ』にて、タレントの上杉真央との関連として、メンバーの阿部寿世と上杉真央が出演し、同曲をテレビで初披露した。また第3期としてテレビでの歌唱は今回が初となった。
- more than you know

fripSide初の全英語詞の楽曲。